# Franklin J. Schaffner
Franklin James Schaffner (ur. 30 maja 1920 w Tokio, zm. 2 lipca 1989 w Santa Monica) – amerykański reżyser filmowy, telewizyjny i teatralny. Laureat Oscara dla najlepszego reżysera za film Patton (1970).

## Wybrana filmografia
- Podwójny agent (1967)
- Planeta Małp (1968)
- Patton (1970)
- Papillon (1973)
- Chłopcy z Brazylii (1978)

## Wybrane nagrody
- Nagroda Akademii Filmowej za najlepszą reżyserię: Patton (1970)
- Primetime Emmy Award za najlepszą reżyserię: Studio One, odc. „Twelve Angry Men” (1955)
- Primetime Emmy Award za najlepsze osiągnięcie reżyserskie w dramacie: The Defenders (1962)